# 미나카이 백화점

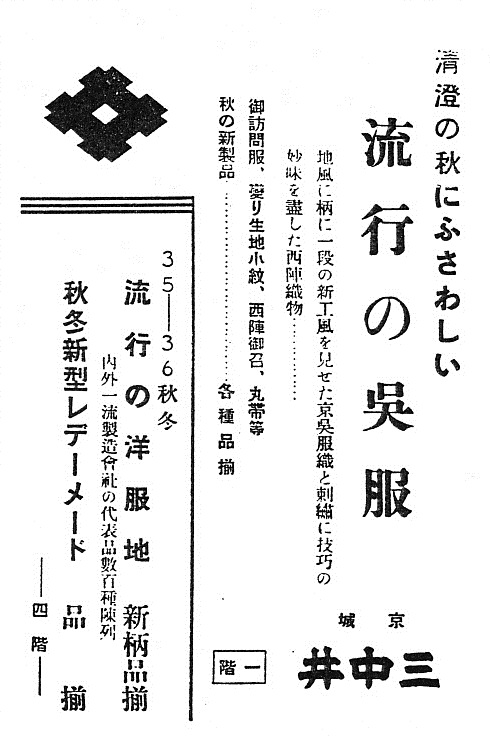
1930년대 미나카이 백화점의 광고

미나카이 백화점(일본어: 三中井百貨店 미나카이햣카텐[*])은 20세기 초반 일본제국령 조선과 만주, 중국대륙등에 개점했던 일본 제국의 백화점이다. 일본 제국시기 조선에서 미나카이 백화점은 쵸우지야 백화점, 히라타 백화점, 미쓰코시 백화점, 화신백화점과 더불어 경성부의 제5대 백화점 중 하나로 불리었다.

## 연혁

### 설립과 확장
창업자 나카에 가쓰지로(中江勝次郎, 1872년 - 1944년)가 일본 시가현 간자키군 미나미고카쇼촌(현 히가시오미시)에서 미나카이 오복점(三中井呉服店)을 창업한 것이 시초이다.
1905년에 대한제국으로 넘어가 대구 서문시장 근처에서 형제 3명과 함께 미나카이 상점을 설립하고 한일합병이 일어난 다음 해인 1911년 경성에 본점을 옮겼다.
이후 조선 각지와 만주, 중국 대륙으로 여러 개의 점포를 새로 개점하였다. 조선에는 경성, 부산, 대구, 평양, 함흥, 원산, 군산, 목포, 대전, 광주 총 10개 점포를 열었다.
1945년 종전 당시 조선에 12개 점포, 만주에 3개 점포, 중국에 3개 점포, 일본 내지에 총본부로 교토본사, 오사카와 도쿄에 입사부(仕入部)를 두었다. 당시 조선, 만주, 중국대륙에 최대의 백화점 체인을 건설했다.
전성기 최대 종업원 수는 약 4천여명에 매출액은 최대 1억엔 규모였다. 당시 조선에서의 매출액은 경쟁하던 일본 최대 백화점인 미쓰코시 백화점을 뛰어 넘는 수준이었다.

### 일본의 패전 이후
1945년 태평양 전쟁에서 일본이 패전하여 전쟁이 종결되자, 미나카이 백화점이 가지고 있던 일체의 해외자산은 소멸 및 해체되었다.
창립자인 가쓰지로가 사망한 이후, 가족은 본부가 있던 일본의 시가현 간자키군으로 돌아가, 1949년에 전병점을 개점했다. 그후 취급품목을 양과자로 변경하여 1954년 7월 7일 시가현 히코네시 혼마치에 미나카이 양과점(후에 '미나카이'로 개칭)을 개점하였다.1999년 이곳에 완성된 [[유메쿄바시 캐슬 로드] 내의 점포 중 하나로 현재도 영업하고 미나카이 백화점의 심볼 마크인 이타비시를 계승하고 있다.
가쓰지로의 생가는 고카소 긴도쵸에 현존하며 오미 상인 저택 나카에 준고로 저택으로 일반 공개되어 있다.

## 주요 점포
- 본점 - 본점은 지상 6층 지하 1층으로 매장면적은 2504평으로 당시 소재지는 경성부 혼마치 1초메 45번지 (京城府本町1丁目45番地)로 현재 서울시 명동에 해당한다.
- 부산점 - 당시의 소재지는 부산부 오하시도리 2-39 (釜山府大橋通2-39)
- 대구점 - 1934년 9월 개점. 5층 건물로 당시의 소재지는 대구부 모토마치 1초메 (大邱府元町1丁目)
- 평양점 - 당시의 소재지는 평양부 혼마치 (平壌府本町)
- 대전점 - 당시의 소재지는 대전부 혼마치 (大田府本町)
- 광주점 - 당시의 소재지는 광주부 미츠야마마치 (光州府光山町)
- 신징점 - 1933년 12월 가영업. 당시의 소재지는 만주국 신징 니혼바시거리 (満州国新京日本橋通り)

### 갤러리

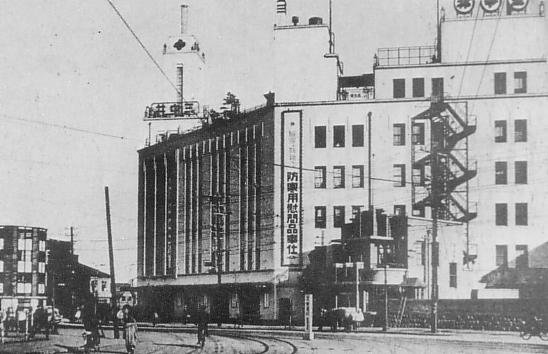
조선 부산점의 모습
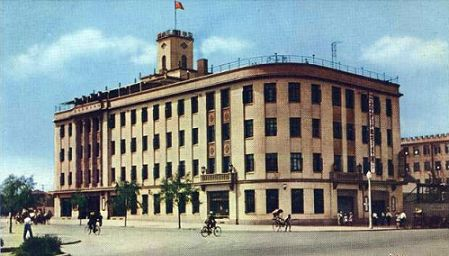
만주 신징점의 모습
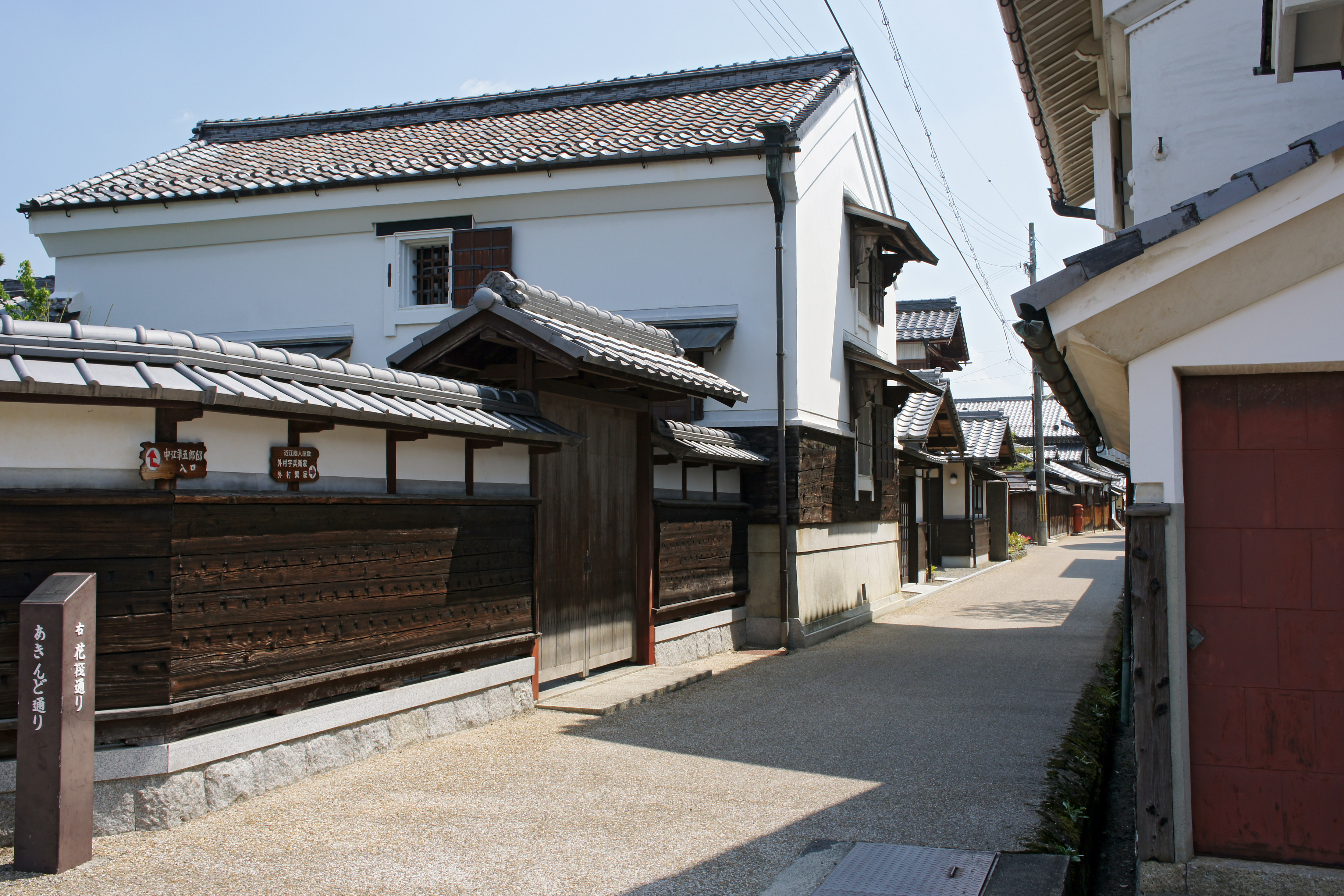
일본 시가현 히가시오미시에 남아있는 본사의 모습
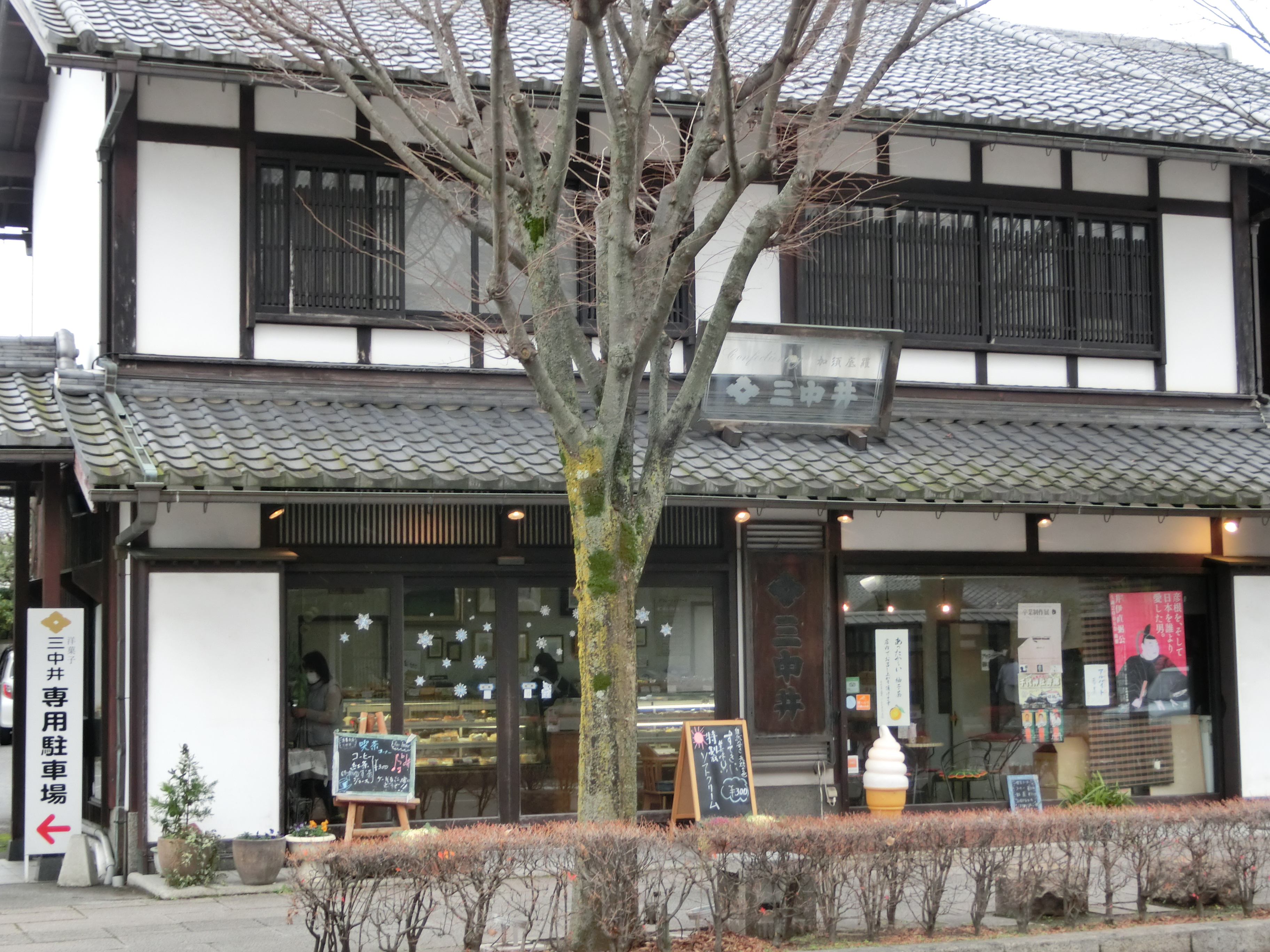
현재 히코네시에 있는 '미나카이 양과자'(현 '미나카이')의 모습

## 같이 보기
- 쵸우지야 백화점
- 히라타 백화점
- 미쓰코시
- 화신백화점

## 참조
1. ↑  “滋賀ガイド”. 2009년 9월 12일에 원본 문서에서 보존된 문서. 2020년 12월 7일에 확인함.